# طواف فلاندرز 2013
طواف فلاندرز 2013 هو سباق دراجات هوائية أقيم بتاريخ 31 مارس 2013، تكون السباق من 1 مراحل وامتدّ لمسافة 256 كم بسرعة 41.965 كم/س، استغرق السباق 6 ساعة 06 دقيقة 01 ثانية. فاز به السويسري فابيان كانسيليرا وحلّ ثانيا بيتر ساجان.

## معرض صور

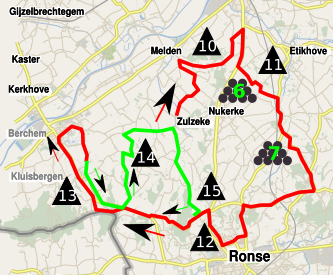
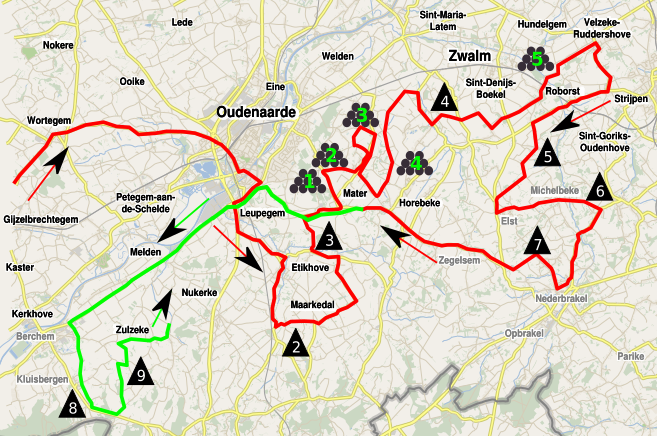
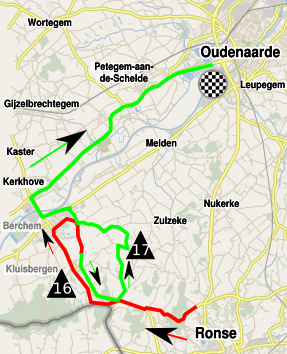

## الترتيب
| م                     | الدرّاج           | البلد    | الزمن                    |
| --------------------- | ---------------- | -------- | ------------------------ |
| الفائز بالترتيب العام | فابيان كانسيليرا | سويسرا   | 6 ساعة 06 دقيقة 01 ثانية |
| الثاني                | بيتر ساجان       | سلوفاكيا |                          |